# 9839 Краббеґат
9839 Краббеґат (9839 Crabbegat) — астероїд головного поясу, відкритий 11 лютого 1988 року.
Тіссеранів параметр щодо Юпітера — 3,478.